# Liste des conseillers départementaux de Meurthe-et-Moselle
Pour un article plus général, voir Conseil départemental de Meurthe-et-Moselle.
Cet article présente les quarante-six conseillers départementaux de Meurthe-et-Moselle.

## Liste des conseillers départementaux de Meurthe-et-Moselle

### Mandature 2021-2028
La composition de l'assemblée départementale de cette mandature est issue des élections départementales de 2021 en Meurthe-et-Moselle.
| Canton                  | Conseiller départemental   | Étiquette | Étiquette | Groupe politique                                         |
| ----------------------- | -------------------------- | --------- | --------- | -------------------------------------------------------- |
| Baccarat                | Valérie Payeur             |           | DVD       | Union de la Droite et du Centre                          |
| Baccarat                | Michel Marchal             |           | UDI       | Union de la Droite et du Centre                          |
| Entre Seille et Meurthe | Catherine Boursier         |           | PS        | Socialiste, Écologiste, Républicain et Citoyen           |
| Entre Seille et Meurthe | Antony Caps                |           | EÉLV      | Socialiste, Écologiste, Républicain et Citoyen           |
| Grand Couronné          | Jean-Pierre Dessein        |           | LR        | Union de la Droite et du Centre                          |
| Grand Couronné          | Catherine Krier            |           | MR        | Union de la Droite et du Centre                          |
| Jarny                   | Jacky Zanardo              |           | PCF       | Front de gauche et Républicains                          |
| Jarny                   | Caroline Fiat              |           | LFI       | Front de gauche et Républicains                          |
| Jarville-la-Malgrange   | Luc Binsinger              |           | LR        | Union de la Droite et du Centre                          |
| Jarville-la-Malgrange   | Sabine Lemaire-Assfeld     |           | UDI       | Union de la Droite et du Centre                          |
| Laxou                   | Nathalie Engel             |           | DVD       | Union de la Droite et du Centre                          |
| Laxou                   | Laurent Garcia             |           | MoDem     | Union de la Droite et du Centre                          |
| Longwy                  | Vincent Hamen              |           | PS        | Socialiste, Écologiste, Républicain et Citoyen           |
| Longwy                  | Sylvie Balon               |           | PS        | Socialiste, Écologiste, Républicain et Citoyen           |
| Lunéville-1             | Alexandra Hugo-Cambou      |           | DVC       | Union de la Droite et du Centre                          |
| Lunéville-1             | Christopher Varin          |           | LR        | Union de la Droite et du Centre                          |
| Lunéville-2             | Thibault Bazin             |           | LR        | Union de la Droite et du Centre                          |
| Lunéville-2             | Anne Lassus                |           | LR        | Union de la Droite et du Centre                          |
| Meine au Saintois       | Denis Kieffer              |           | DVG       | Socialiste, Écologiste, Républicain et Citoyen           |
| Meine au Saintois       | Barbara Thirion            |           | DVG       | Socialiste, Écologiste, Républicain et Citoyen           |
| Mont-Saint-Martin       | Serge De Carli             |           | PCF       | Front de gauche et Républicains                          |
| Mont-Saint-Martin       | Monique Poplineau          |           | DVG       | Non inscrite, apparentée Front de gauche et Républicains |
| Nancy-1                 | Marie Al Kattani           |           | EÉLV      | Socialiste, Écologiste, Républicain et Citoyen           |
| Nancy-1                 | Sylvain Mariette           |           | EÉLV      | Socialiste, Écologiste, Républicain et Citoyen           |
| Nancy-2                 | Chaynesse Khirouni         |           | PS        | Socialiste, Écologiste, Républicain et Citoyen           |
| Nancy-2                 | Anthony Perrin             |           | PS        | Socialiste, Écologiste, Républicain et Citoyen           |
| Nancy-3                 | Lionel Adam                |           | DVG       | Socialiste, Écologiste, Républicain et Citoyen           |
| Nancy-3                 | Silvana Silvani            |           | PCF       | Front de gauche et Républicains                          |
| Neuves-Maisons          | Audrey Bardot-Normand      |           | PS        | Socialiste, Écologiste, Républicain et Citoyen           |
| Neuves-Maisons          | Pascal Schneider           |           | PS        | Socialiste, Écologiste, Républicain et Citoyen           |
| Le Nord-Toulois         | Corinne Lalance            |           | LR        | Union de la Droite et du Centre                          |
| Le Nord-Toulois         | Jean Loctin                |           | LR        | Union de la Droite et du Centre                          |
| Pays de Briey           | André Corzani              |           | PCF       | Front de gauche et Républicains                          |
| Pays de Briey           | Rosemary Lupo              |           | LFI       | Front de gauche et Républicains                          |
| Pont-à-Mousson          | Jennifer Barreau           |           | PS        | Socialiste, Écologiste, Républicain et Citoyen           |
| Pont-à-Mousson          | Bernard Bertelle           |           | DVG       | Front de gauche et Républicains                          |
| Saint-Max               | Sylvaine Scaglia           |           | LR        | Union de la Droite et du Centre                          |
| Saint-Max               | Éric Pensalfini            |           | LR        | Union de la Droite et du Centre                          |
| Toul                    | Emilien Martin-Triffandier |           | DVG       | Socialiste, Écologiste, Républicain et Citoyen           |
| Toul                    | Michèle Pilot              |           | PS        | Socialiste, Écologiste, Républicain et Citoyen           |
| Val de Lorraine Sud     | Marie-José Amah            |           | PS        | Socialiste, Écologiste, Républicain et Citoyen           |
| Val de Lorraine Sud     | Séverin Lamotte            |           | EÉLV      | Socialiste, Écologiste, Républicain et Citoyen           |
| Vandœuvre-lès-Nancy     | Sylvie Crunchant-Duval     |           | PS        | Socialiste, Écologiste, Républicain et Citoyen           |
| Vandœuvre-lès-Nancy     | Stéphane Hablot            |           | PS        | Apparenté Socialiste, Écologiste, Républicain et Citoyen |
| Villerupt               | Bruno Trombini             |           | LFI       | Front de gauche et Républicains                          |
| Villerupt               | Annie Silvestri            |           | PCF       | Front de gauche et Républicains                          |